# Amine Boutrah
Amine Boutrah, né le 26 octobre 2000 à Porto-Vecchio, est un footballeur français qui joue au poste ailier gauche au SC Bastia.

## Biographie

### Formation en Corse
Amine Boutrah débute le football dans le club de la ville où il habite, à l'AS Porto-Vecchio. 
Il rejoint le centre de formation du SC Bastia en U13 et évoluera dans les toutes les équipes jeunes du club bastiais. En 2017, le SC Bastia, en grande difficulté financière, dépose le bilan et est rétrogradé en National 3. 
La majorité des jeunes du centre de formation quitte le club mais Boutrah décide de rester et d'évoluer avec l'équipe première en National 3. 

### SC Bastia (2017-2019)
Le 1er juillet 2017, Amine Boutrah passe avec l'équipe première du SC Bastia.
Le 30 septembre 2017, Boutrah dispute son premier match avec Les lions de Furiani contre l'ES Cannet-Rocheville (match nul 1-1).
Le 14 octobre 2017, lors de son deuxième match avec le SC Bastia, Amine Boutrah inscrit son premier but contre l'AC Ajaccio
B (match nul 1-1).

### GC Lucciana (2019-2021)
Le 15 juillet 2019, Amine Boutrah s'engage librement avec le GC Lucciana.
Le 17 août 2019, Amine Boutrah effectue son premier sous ses nouvelles couleurs contre l'OGC Nice B (match nul 2-2).
Le 24 août 2019, contre le FC Balagne (victoire 1-0), Amine marque son premier but avec le GC Lucciana.

### US Concarneau (2021-2023)
Le 18 juillet 2021, Amine Boutrah s'engage librement avec l'US Concarneau et paraphe un contrat de deux ans.
Le 6 août 2021, Amine dispute son premier match avec Les Thoniers contre le Red Star FC (victoire 2-0).
Le 27 août 2021, Amine marque son premier but avec l'US Concarneau contre le FC Villefranche (match nul 1-1).
Le 6 septembre 2022, Amine Boutrah est élu joueur du mois d’août de National; auteur de 2 réalisations en l’espace de 3 matchs, le jeune milieu offensif a récolté la majorité des voix parmi les supporters, les journalistes, les entraineurs et capitaines du National. Il est ainsi élu joueur du mois d’août du championnat et obtient donc pour la première fois de sa carrière cette distinction.
Le 23 novembre 2022, Amine Boutrah est élu joueur du mois d’octobre de National. C’est la deuxième distinction individuelle remportée par le numéro 10 de l'US Concarneau depuis le début de saison, déjà élu meilleur joueur du championnat au mois d’août.
Le 20 mai 2023, pour le deuxième exercice d’affilée, le meilleur joueur de la saison porte les couleurs de… l’US Concarneau. Amine Boutrah succède au palmarès à son coéquipier Fahd El Khoumisti qu’il a devancé lors du vote final ainsi que Rayan Ghrieb (USL Dunkerque), désigné révélation de l’année. Le milieu offensif des Thoniers a joué un rôle clé dans la saison réussie de l'US Concarneau. À 22 ans, il a été l’un des piliers de l’effectif, disputant 31 matches de National et figurant à 94 % dans le onze de départ. Boutrah s’est aussi montré décisif puisqu’il est impliqué sur un tiers des buts de son équipes (11 buts, 7 passes décisives, soit 35 %). Sacré joueur du mois en août puis octobre 2022, il est logiquement récompensé de sa régularité avec ce titre de meilleur joueur de la saison.
Amine Boutrah et aussi nommé dans l'équipe type de National 2022-2023 avec trois de ses coéquipiers à l'US Concarneau (Fahd El Khoumisti, Alec Georgen, Gaoussou Traoré) .

### Vitesse Arnhem (2023-2024)
Le 30 juin 2023, Amine Boutrah s'engage librement au Vitesse Arnhem en Eredivisie. Il paraphe un contrat allant jusqu'en 2027.
Le 11 août 2023, Amine Boutrah effectue son premier match avec le Vitesse Arnhem contre le FC Volendam (victoire 2-1).
Le 10 décembre 2023, lors de la 15e journée d'Eredivisie, Amine inscrit son premier avec les couleurs du Vitesse Arnhem contre Heracles Almelo (victoire 2-0). Il est alors élu homme du match à la fin de la rencontre.

### SC Bastia (depuis 2024)
Le 26 juin 2024, Amine Boutrah revient en France et retourne au SC Bastia. Il s'engage librement jusqu'en 2028.
Le 27 juillet 2024, lors d'un match amical, Boutrah dispute son premier match avec les  Bianch’È Turchine contre Rodez AF (défaite 2-1).

## Statistiques
| Saison                | Club                  | Championnat           | Championnat | Championnat | Championnat | Coupe(s) nationale(s) | Coupe(s) nationale(s) | Coupe(s) nationale(s) | Total | Total | Total |
| Saison                | Club                  | Division              | M.          | B.          | P.d.        | M.                    | B.                    | P.d.                  | M.    | B.    | P.d.  |
| 2017-2018             | SC Bastia             | National 3            | 9           | 2           | 1           | 0                     | 0                     | 0                     | 9     | 2     | 1     |
| 2018-2019             | SC Bastia             | National 3            | 5           | 2           | 0           | 1                     | 0                     | 0                     | 6     | 2     | 0     |
| Sous-total            | Sous-total            | Sous-total            | 14          | 4           | 1           | 1                     | 0                     | 0                     | 15    | 4     | 1     |
| 2019-2020             | GC Lucciana           | National 3            | 16          | 6           | 1           | 1                     | 0                     | 0                     | 17    | 6     | 1     |
| 2020-2021             | GC Lucciana           | National 3            | 4           | 2           | 0           | 2                     | 1                     | 0                     | 6     | 3     | 0     |
| Sous-total            | Sous-total            | Sous-total            | 20          | 8           | 1           | 3                     | 1                     | 0                     | 23    | 9     | 1     |
| 2021-2022             | US Concarneau         | National              | 31          | 2           | 4           | 1                     | 0                     | 1                     | 32    | 2     | 5     |
| 2022-2023             | US Concarneau         | National              | 32          | 11          | 8           | 3                     | 2                     | 0                     | 35    | 13    | 8     |
| Sous-total            | Sous-total            | Sous-total            | 63          | 13          | 12          | 4                     | 2                     | 1                     | 67    | 15    | 13    |
| 2023-2024             | Vitesse Arnhem        | Eredivisie            | 29          | 3           | 2           | 4                     | 1                     | 1                     | 33    | 4     | 3     |
| 2024-2025             | SC Bastia             | Ligue 2               | 33          | 6           | 2           | 3                     | 3                     | 1                     | 36    | 9     | 3     |
| 2025-2026             | SC Bastia             | Ligue 2               | 1           | 0           | 1           | -                     | -                     | -                     | 1     | 0     | 1     |
| Sous-total            | Sous-total            | Sous-total            | 34          | 6           | 2           | 3                     | 3                     | 1                     | 37    | 9     | 3     |
| Total sur la carrière | Total sur la carrière | Total sur la carrière | 160         | 35          | 18          | 15                    | 7                     | 3                     | 175   | 42    | 21    |

## Palmarès

### En club
- SC Bastia
  - Champion de France de National 3 en 2019
- US Concarneau
  - Champion de France de National en 2023

### Distinctions individuelles
- Joueur du mois d’août de National en 2022
- Joueur du mois d’octobre de National en 2022
- Joueur de la saison de National 2022-2023
- Equipe type de la saison de National 2022-2023